# Шоро (футбольный клуб)
«Шоро» — ныне не существующий киргизский футбольный клуб из Бишкека. В 2000 и 2003—2004 годах выступал в Высшей лиге Кыргызстана.

## История
Клуб основан не позднее 2000 года Спонсором клуба была компания «Шоро», занимающаяся производством безалкогольных напитков.
В 2000 году команда дебютировала в Высшей лиге под названием «Динамо-Манас»-СКИФ (Бишкек) и заняла 7-е место среди 12 участников. Костяк команды составили молодые игроки 1981 года рождения. Однако в следующих двух сезонах клуб в Высшей лиге не выступал.
В 2003 году при расширении числа участников Высшей лиги Кыргызстана он был включён в число участников северной зоны и переименован в честь спонсора в «Шоро».
На предварительном этапе команда заняла 4-е место в зональном турнире и прошла в финальную часть чемпионата, где также финишировала 4-й.
В 2004 году «Шоро» продолжил участие в турнире Высшей лиги и после первой половины чемпионата шёл на 5-м месте из 10 участников. Однако спонсор команды переключился на поддержку именитого СКА ПВО, переименованного в СКА-«Шоро», тогда как взрослая команда «Шоро» была распущена и снята с чемпионата. Сильнейшие игроки «Шоро» перешли в СКА-«Шоро».
В течение нескольких следующих лет «Шоро» продолжало существование как молодёжная команда. В 2005 году клуб выступал во Второй лиге Кыргызстана в Северной зоне.
В 2006 (уже как «Шоро»-92) и 2007 (под названием «Шоро-Кыргызстан»-92) годах участвовал в Северной зоне Первой лиги, где в последнем своём сезоне занял 8-е место среди 10 участников. О дальнейшем существовании клуба сведений нет.

## Названия
- 2000 — «Динамо-Манас»-СКИФ.
- 2003—2005 — «Шоро».
- 2006 — «Шоро»-92.
- 2007 — «Шоро-Кыргызстан»-92.

## Таблица выступлений
| Год  | Лига                  | Место      | И          | В          | Н          | П          | Мячи       | Бомбардир               | Кубок         |
| ---- | --------------------- | ---------- | ---------- | ---------- | ---------- | ---------- | ---------- | ----------------------- | ------------- |
| 2000 | Высшая                | 7 из 12    | 22         | 7          | 2          | 13         | 34-54      | Жыргалбек Ажыгулов — 12 | 1/8           |
| 2003 | Высшая (зона «Север») | 4 из 11    | 20         | 10         | 2          | 8          | 36-27      | Мохамед Шуаши — 11      | 1/8           |
| 2003 | Высшая (Финал)        | 4 из 8     | 14         | 7          | 2          | 5          | 31-20      | Мохамед Шуаши — 11      | 1/8           |
| 2004 | Высшая                | 9 из 10    | 36         | 7          | 2          | 27         | 26-88      | Атабек Бердалы уулу — 7 | 1/8           |
| 2005 | Вторая (зона «Чуй»)   | нет данных | нет данных | нет данных | нет данных | нет данных | нет данных | ?                       | не участвовал |
| 2006 | Первая (зона «Север») | ? из 10    | 18         | ?          | ?          | ?          | ??-??      | ?                       | 1/16          |
| 2007 | Первая (зона «Север») | 8 из 10    | 18         | 3          | 2          | 13         | 22-46      | ?                       | не участвовал |